# 妙昌寺 (川越市)
妙昌寺（みょうしょうじ）は、埼玉県川越市にある日蓮宗の寺院。

## 歴史
1375年（永和元年）、日山によって開山された。日山は現在の東京都大田区にある池上本門寺の第4世住職である。
元々は同市幸町に位置していたが、川越藩藩主松平信綱の川越城拡張工事に伴い、現在地に移転した。

## 交通アクセス
- 川越市駅より徒歩12分。